# 메이즈자

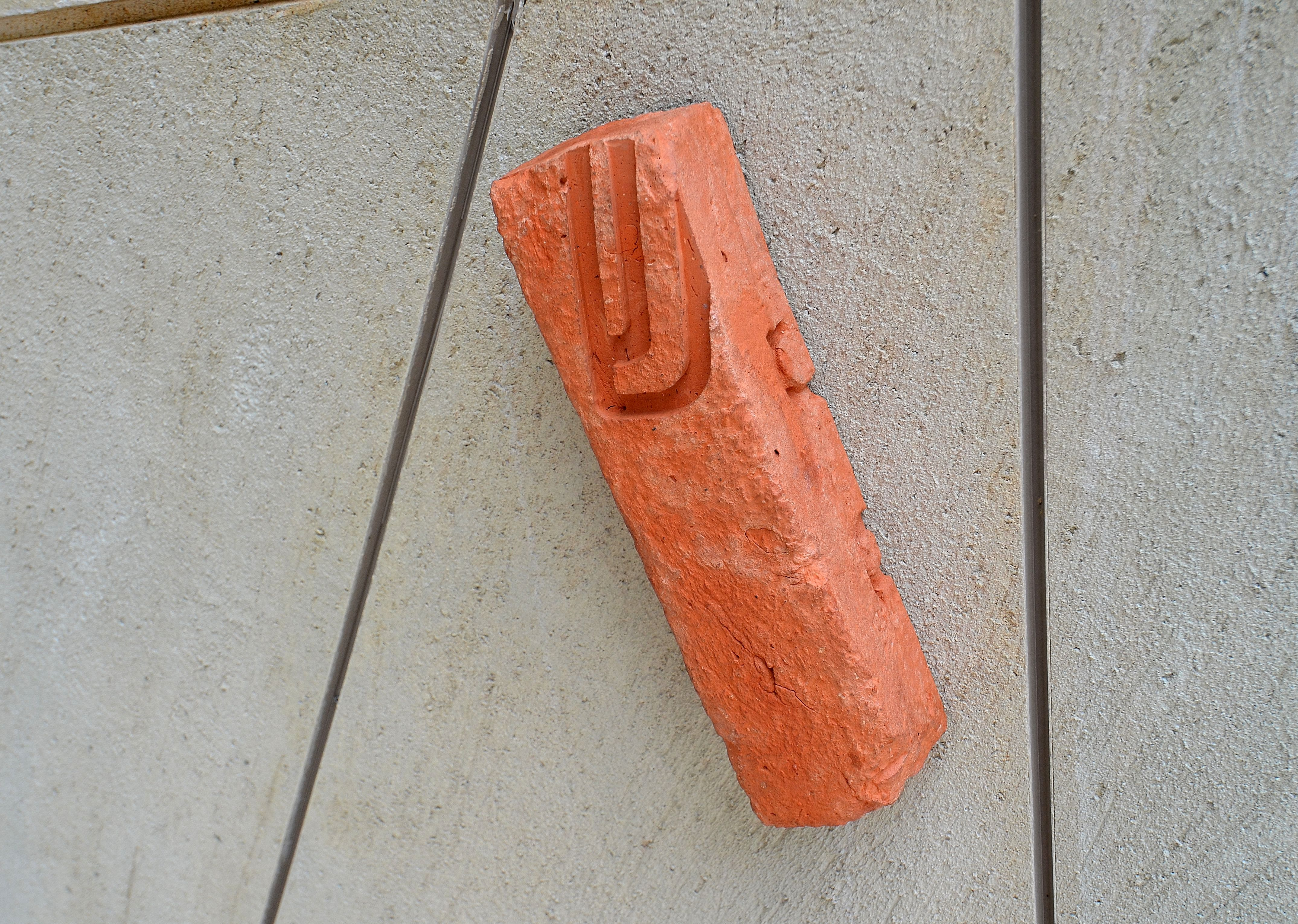

메이즈자(히브리어: мְזוּזָת "doorpost"; 복수형: мְזוּזוֹת mezuzot)는 토라의 특정 히브리어 구절이 새겨진 양피지 조각으로, 랍비 유대교의 유대인 추종자들이 집 문설주에 고정한다. 이 구절은 메이즈자의 사용을 명령하는 성경 구절이다(신명기 6:4-9 및 11:13-21). 이 구절은 또한 쉐마 기도의 일부를 구성한다.
주류 랍비 유대교에서는 일반적으로 욕실(생활 공간이 아님) 및 작은 옷장과 같은 일부 예외를 제외하고 집의 모든 출입구에 메이즈자를 배치해야 한다.
클라프는 관련 종교법을 연구하고 보다 실용적인 부분, 즉 깃펜을 깎고 글쓰기 연습을 하는 훈련을 받은 자격을 갖춘 서기("sofer stam")에 의해 준비된다. 이 구절은 깃털이나 지금은 매우 드물지만 갈대로 만든 특별한 깃펜을 사용하여 지워지지 않는 검은색 잉크로 작성되었다. 그런 다음 클라프를 말아서 케이스 안에 넣는다.

## 같이 보기
- 드림캐처
- 나자르 본주우